# Банда Сушка
«Банда Сушка» — організована злочинна група, яка впродовж 1998–2003 років вчинила низку тяжких та особливо тяжких злочинів у західних областях України. Ватажком банди був Артур Сушко. На рахунку банди понад 100 злочинів які були скоєні у Львівській, Рівненській, Тернопільській областях та у Києві, серед них кілька вбивств та 22 розбійні напади.

## Діяльність

### Організація
Як з'ясувалося в ході слідства, банда Сушка була заснована у 1996 році в м. Жовква Львівської області. Житель Жовківського (зараз - Львівського) району Степан Максимів, який працював м'ясником, постачав добірні м'ясо і ковбасу на замовлення в заможні родини. Вважаючи вигідний бізнес недостатнім, у 1996 році він запросив до банди дев'ять осіб, в основному місцевих, раніше судимих жителів, для організації збройних нападів. Пару років пішло на збір бази даних про жертв, заможних людей, і на невеликі вилазки. Тоді бандити володіли лише тесаками і топірцями. Однак після одного вдалого нападу на родину бізнесмена, яка проживала в Жовкві, зловмисники заволоділи дуже великою на ті часи сумою в 210 тис. гривень і 800 доларів США, а також викрали автомобіль «Фольксваген». Такі кошти дозволили їм купувати зброю, і до Львова від банди вирушив спеціальний гонець. Пістолети купили у вцілілих після арештів членів двох інших злочинних угруповань, які незабаром і поповнили ряди нової бригади. Але великими справами відразу не зайнялися, а взялися відточувати майстерність стрільби в одному з гаражів на вулиці Мельника, переобладнаному під тир.
До нападів на заможних людей, на установи, підприємства та АЗС залучалися жителі Рівненської, Тернопільської, Запорізької областей. Зловмисники здійснювали вилазки ледь не по всій території Західної України. У банді була дуже сувора дисципліна — вживання наркотиків і спиртного під час «операцій» не допускалося. Наприклад, за алкоголізм вигнали досвідченого злодія-«форточника». Додатково, він мав і серйозну мовну ваду — гаркавив, а значить, потерпілі його могли легко впізнати, будь він навіть в масці, і вийти на інших членів злочинної групи. Саме завдяки надзвичайним заходам обережності зловмисникам вдавалося уникнути затримання цілих сім років. Також, на думку головного редактора газети «Ратуша» — журналіста криміналістики Миколи Савельєва, вони як інструктора могли мати одного з діючих, або колишніх працівників міліції.

### Напади
Розбійники нападали на заможні сім'ї, вимагаючи гроші та коштовності. Особливим почерком членів цієї банди було те, що під час нападу вони застосовували тортури та зброю. Учасники угрупування мали зброю — пістолети ТТ, «Беретта», гвинтівки, револьвери, ножі й кастети. Діяли злочинці у темну пору доби. На місце злочину приїжджали автівками — мали кілька легковиків «ВАЗ», «Ауді», мікроавтобус «Мерседес» та навіть вантажівку «КАМАЗ». До жертв застосовували насилля — і фізичне, і психологічне, причому били й знущалися навіть над вагітними жінками і дітьми.
Так, улітку 2003 року вони здійснили напад на помешкання ректора Львівського університету ветеринарної медицини Романа Кравціва та його дружину в селі Бірки неподалік Львова. Зловмисники вкрали близько 10 тис. дол. США та 2500 грн. Після їхнього візиту пан Кравців потрапив у лікарню із сильним струсом мозку, рваними ранами на обличчі та голові, переломом чотирьох ребер. Дружина Романа Кравціва Ярослава, яку злочинці зв'язали та, поклавши на диван, накрили ковдрою, задихнулася від нестачі повітря.
В іншому із нападів жертвою злочинці обрали одного з високопоставлених митників Львівської області. Добре вивчили його розпорядок дня, склали план дій. Коли чиновник заїхав на машині у двір свого будинку, його побили, затягли в приміщення і одягнули йому наручники. А вагітну дружину і двох синів, дев'яти і дванадцяти років, кинули в підвал. Самого митника довго і страшно катували, щоб дізнатися, де він ховає гроші, але чоловік нічого їм не видав. Тоді бандити притягли його старшого сина і взялися ножем робити йому надрізи на пальцях, погрожуючи взагалі їх відрізати. Мати дитини не витримала і вказала схованку, в якій її чоловік зберігав кілька сотень тисяч доларів.

## Затримання і слідство
Згідно з даними прокуратури, в групу входили понад 30 осіб. На ватажка банди Артура Сушка львівські правоохоронці вийшли у вересні 2003 року. Увечері 16 вересня 2003 його помітили разом із співмешканкою Оксаною на території шкільного подвір'я в районі Львова Кривчиці. Але при спробі міліціонерів перевірити у нього документи Сушко почав відстрілюватися, вбив двох співробітників спецпідрозділу «Сокіл» — підполковника Андрія Орєхова та старшину Богдана Міська, після чого втік. Затримали Сушка в грудні того ж року, коли він прийшов до батьків у гості (за якими було встановлене цілодобове спостереження). А через місяць в місті Марганець Дніпропетровської області взяли і засновника банди Степана Максиміва по кличці «М'ясник». Опісля обидва бандити почали здавати своїх поплічників.
Як виявилося серед членів банди було двоє жінок: колишня вчителька української мови Оксана, яка намагаючись розвідати, де зберігаються гроші і отримати всю інформацію про майбутню жертву нападу, наймалася вихователем або нянькою в заможну родину. Оксана була коханкою ватажка банди. Друга учасниця бандформування — Лідія, залишивши рідне Запоріжжя, теж як «розвідниця» працювала санітаркою або доглядальницею в багатих сім'ях Львова та області.
В жовтні 2012 Апеляційний суд Львівської області засудив ватажка банди Артура Сушка до довічного ув'язнення. Його 18 поплічників отримали від 10 до 15 років позбавлення волі з конфіскацією майна. Суд також задовольнив цивільні позови, згідно з якими засуджені мають компенсувати моральну та матеріальну шкоду потерпілим. Розмір компенсації становить від 5 до 150 тисяч грн. Поки суддя зачитував вирок, обвинувачені читали книги, розглядали журнали, спілкувалися між собою і жартували. Суддя був змушений припинити зачитування вироку й зробити зауваження підсудним.

## Післяісторія
21 березня 2014 року Львівська міліція затримала ще одного учасника банди Сушка, 41-річного уродженця міста Магадан (Російська Федерація), який понад 10 років перебував у міжнародному розшуку. Суд обрав злочинцю міру запобіжного заходу — арешт.
В березні 2017, повідомлялося про затримання у Львові трьох злочинців за грабіж на Тернопільщині пенсіонерки на 13 тис. євро. Один з них виявився колишнім членом банди Сушка, випущеним раніше за «законом Савченко». Примітно що почерк цього грабежу літньої жінки є схожим до грабежів здійснених раніше бандою Сушка. Національною поліцією злочин був описаний так: «Троє нападників посеред ночі увірвалися до помешкання 61-річної пенсіонерки та відібрали у потерпілої всі її заощадження. Жінка була у спальні, коли нападники увірвалися і зв'язали їй руки та ноги, накрили обличчя тканиною та стали вимагати гроші, погрожуючи обпікати тіло розжареною праскою.»
В лютому 2018, повідомлялося що один з розшукуваних в Україні членів банди Сушка, Володомир Мялькін, що втік з України у 2013 році, вже тривалий час очолює «Державний фонд фільмів» РФ. В Росії він був учасником корупційного конфлікту між старим та новим керівництвом Держфільмофонду.